# وزارة الطاقة والمياه (لبنان)
وزارة الطاقة والمياه هي الجهة الحكومية في لبنان التي تُعنى بشؤون المياه، الكهرباء، النفط، المعادن، المناجم والمقالع.  تأسست في العام 1966، ومقرها في العاصمة اللبنانية بيروت.

## قطاعات
تتضمن مهام الوزارة قطاعات أساسية هي:
- قطاع المياه والصرف الصحي
- قطاع الكهرباء
- قطاع البترول
- قطاع الطاقة المتجددة وكفاءة الطاقة

## نبذة من الصلاحيات والمهام
تتلخص مهام الوزارة في مختلف القطاعات بما يلي:
- دراسة وإحصاء الموارد المائية وتقدير الحاجات إلى المياه ومجالات استعمالها.
- وضع مشروع التصميم العام لتخصيص وتوزيع الموارد المائية للشرب والري على نطاق الدولة ووضع مشروع المخطط التوجيهي العام للمياه والصرف الصحي وتحديثه باستمرار ورفعه بواسطة الوزير إلى مجلس الوزراء.
- تصميم ودراسة وتنفيذ المنشآت المائية الكبرى.
- حماية الموارد المائية من الهدر والتلوث بوضع النصوص واتخاذ التدابير والاجراءات اللازمة.
- النظر في معاملات المياه واستعمال المياه العمومية.
- إجراء الدراسات والأبحاث المائية والجيولوجية والهيدرولوجية.
- الرقابة والوصاية على المؤسسات والهيئات العاملة في حقل المياه.
- ابداء الرأي في تراخيص المناجم والمقالع من حيث تأثيرها على الموارد المائية.
- وضع السياسة العامة لقطاع الكهرباء ووضع المخطط التوجيهي العام.
- اقتراح القواعد الشاملة لتنظيم الخدمات المتعلقة بإنتاج ونقل وتوزيع الطاقة الكهربائية والإشراف على التنفيذ، بالإضافة إلى شروط السلامة العامة والشروط البيئية والمواصفات الفنية الواجب توافرها في الإنشاءات والتجهيزات الكهربائية.
- تطبيق الاتفاقات والقوانين والأنظمة المتعلقة بشؤون النفط ومشتقاته على مختلف أنواعها.
- الرقابة على المؤسسات الخاصة التي تقوم بأي أعمال تتعلق بالتنقيب أو ضخ أونقل النفط الخام أو تكريره أو توزيع المنتجات النفطية.
- اتخاذ الاجراءات اللازمة لتأمين حاجة البلاد إلى المحروقات السائلة.

## روابط خارجية
- موقع وزارة المياة والطاقة